# Charokee Young
Charokee Young (ur. 21 sierpnia 2000) – jamajska lekkoatletka specjalizująca się w biegach sprinterskich, olimpijka (2024).
W 2021 zdobyła dwa złote medale na młodzieżowych mistrzostwach Ameryki Środkowej, Północnej i Karaibów.
W 2022 startowała na mistrzostwach świata w Eugene, podczas których indywidualnie dotarła do półfinału biegu na 400 metrów, a w sztafecie 4 × 400 metrów zdobyła srebrny medal. Rok później podczas kolejnej edycji światowego czempionatu w Budapeszcie biegła w półfinale biegu na 400 metrów, a także otrzymała srebrny medal za bieg w eliminacjach biegu rozstawnego 4 × 400 metrów.
Medalistka mistrzostw Jamajki. Stawała na podium mistrzostw NCAA oraz CARIFTA Games.

## Osiągnięcia
| Rok  | Impreza                       | Miejsce   | Konkurencja             | Lokata     | Wynik           |
| ---- | ----------------------------- | --------- | ----------------------- | ---------- | --------------- |
| 2021 | Młodzieżowe mistrzostwa NACAC | San José  | bieg na 400 metrów      | 1. miejsce | 52,06           |
| 2021 | Młodzieżowe mistrzostwa NACAC | San José  | sztafeta mieszana       | 1. miejsce | 3:20,71         |
| 2022 | Mistrzostwa świata            | Eugene    | bieg na 400 metrów      | półfinał   | 51,41           |
| 2022 | Mistrzostwa świata            | Eugene    | sztafeta 4 × 400 metrów | 2. miejsce | 3:20,74         |
| 2023 | Mistrzostwa świata            | Budapeszt | bieg na 400 metrów      | półfinał   | 51,40           |
| 2023 | Mistrzostwa świata            | Budapeszt | sztafeta 4 × 400 metrów | 2. miejsce | 3:20,88 (elim.) |
| 2024 | Halowe mistrzostwa świata     | Glasgow   | bieg na 400 metrów      | eliminacje | 53,04           |
| 2024 | Halowe mistrzostwa świata     | Glasgow   | sztafeta 4 × 400 metrów | –          | DNF             |
| 2024 | World Athletics Relays        | Nassau    | sztafeta 4 × 400 metrów | repasaże   | 3:28,54         |
| 2024 | Igrzyska olimpijskie          | Paryż     | sztafeta 4 × 400 metrów | –          | DNF (elim.)     |

## Rekordy życiowe
- bieg na 400 metrów (stadion) – 49,87 (2022)
- bieg na 400 metrów (hala) – 51,24 (2022)